# Joan Grijalbo i Serres
Joan Grijalbo i Serres (Gandesa, Terra Alta 3 de juliol de 1911 – Barcelona, 22 de novembre de 2002) fou un editor i polític català.

## Biografia
De petit marxà amb la família a l'Argentina. Més tard s'instal·la a Saragossa, on entrà de meritori en un banc, i d'allà passà a Barcelona, on esdevingué directiu del Sindicat de Banca d'ençà del 1932, i representant de la Unió General de Treballadors (UGT), el 1936. Aquell mateix any ingressà en el Partit Socialista Unificat de Catalunya (PSUC) i col·laborà amb Treball. Fou president del Montepío de Banca de Barcelona, director general de Comerç de la Generalitat de Catalunya (1937-39) i delegat de la Generalitat a la Cambra del Llibre de Barcelona i a la Junta d'Obres del Port. També participà en la fundació de la Caixa de Crèdit Industrial. Presumia sempre de la seva formació autodidacta, ja que va estudiar fins al quinze anys i, com ell deia, la seva família no llegia llibres.
El seu ideari i actuació de l'època s'expressa en articles del Butlletí Trimestral de la Conselleria d'Economia i en La municipalització de la propietat urbana (1937), escrita amb Francesc Fàbregas. La victòria franquista en la guerra civil espanyola l'obligà a passar a França el 1939, on fou cap de correspondència del Servei d'Evacuació de Refugiats Espanyols. El mateix any marxà a Mèxic, on es naturalitzà i on cofundà l'Editorial Atlante. El 1946 creà l'Editorial Grijalbo, que amb seu central a Mèxic, obrí seus a Buenos Aires, Santiago de Xile, Caracas i més tard a Barcelona, així com a la majoria de repúbliques hispanoamericanes. Distanciat de la política, fou, però, membre honorari del Partit Comunista de Cuba i del Partit Comunista d'Espanya (PCE).
L'Editorial Grijalbo, a més de la tasca comercial (la traducció espanyola de The Godfather, de Mario Puzo, etc.) difongué en castellà les obres de Karl Marx, Friedrich Engels, Rosa Luxemburg, Gyorgy Lukácks, etc. (amb col·laboradors com Manuel Sacristán). En català, amb Enric Borràs i Cubells, feu la col·lecció Plec de Setze. El 1970 tornà a Barcelona. El 1976 fundà Editorial Crítica, que esdevingué, als anys setanta i vuitanta, un punt de referència en la difusió del pensament d’esquerres i també en les ciències socials. El 1974 fundà Ediciones Junior, i el 1979 Grijalbo-Dargaud, dedicada a l’edició de còmics, dels quals destacaren les edicions d’'Astèrix el gal, tant en català com en castellà. A mitjans de la dècada de 1980 va produir còmics de producció pròpia dins les revistes Guai! i Yo y Yo en llengua castellana. El 1988 vengué el 70% de les accions del Grup Grijalbo a l'Editorial Mondadori i fundà, amb Gonçal Pontón, l'Editorial Crítica i l'Editorial Serres (1992), en la direcció de la qual se centrà fins a la seva mort. Fou enterrat al Cementiri de Collserola.
Fou guardonat amb la Creu de Sant Jordi (1992) i la Medalla d'Or de la Ciutat de Barcelona (2002).